# Làmina basal
La làmina basal és una capa de matriu extracel·lular que separa teixits, normalment el teixit conjuntiu amb altres teixits com l'epitelial, muscular, etc.
Està composta de glúcids i proteïnes, sense gens de lípids, és per això que és incorrecte dir-ne "membrana basal".
S'hi distingeixen tres regions, la làmina densa, la làmina lúcida i la làmina reticular.